# ألكس برينديس
ألكس برينديس (بالإسبانية: Alejandro Prendes Reina)‏ هو لاعب كرة قدم إسباني في مركز الدفاع، ولد في 12 أبريل 1997 في أفيليس في إسبانيا. لعب مع ريال أوفييدو.

## وصلات خارجية
- ألكس برينديس على موقع قاعدة بيانات كرة القدم.إي يو (الإنجليزية)
- ألكس برينديس على موقع Soccerway.com (الإنجليزية)